# Генрих II (граф Шампани)
Генрих Шампанский (29 июля 1166 — 10 сентября 1197) — граф Шампани (Генрих II, 1181—1197), король Иерусалима (Генрих I, 1192—1197), хотя он никогда не использовал титул «король».

## Ранние годы
Генрих был старшим сыном графа Шампани Генриха I Щедрого и Марии, дочери Людовика VII Молодого и Алиеноры Аквитанской. Его тетя Адель Шампанская была королевой Франции.
В 1171 году Генрих был обручен с Изабеллой де Эно. Когда она вышла замуж за короля Филиппа II Августа, отец Генриха, его тетя и другие члены семьи были возмущены. Вокруг королевы-матери Адель сформировалась враждебная Изабелле фракция, что создало напряженность при французском дворе.
Отец Генриха умер в 1181 году, и его мать правила графством в качестве регента до 1187 года.

## Крестовый поход
В 1190 году Генрих отправился на Восток, заблаговременно получив от баронов клятву признать графом его младшего брата Теобальда в случае, если он не вернется обратно. Генрих присоединился к Третьему крестовому походу. Первоначально он был одним из лидеров французских войск при осаде Акры до прибытия Филиппа II. Есть неподтвержденные сведения, что он был членом отряда, участвовавшего в похищении королевы Изабеллы Иерусалимской, направленного на её свадьбу с Конрадом Монферратским. Генрих был связан с Конрадом родственными связями через их общих бабушку и дедушку. Согласно Бахе ад-Дину ибн Шаддаду, Генрих был ранен в Акре 15 ноября.
Позже Генрих перешёл в свиту Ричарда Львиное Сердце. В апреле 1192 года король Ричард послал Генриха в качестве своего представителя из Акры в Тир, чтобы сообщить Конраду Монферратскому о его избрании королём Иерусалима. Генрих вернулся в Акру, а через несколько дней Конрад был убит ассасинами. Генрих вернулся в Тир через два дня, якобы чтобы помочь организовать коронацию Конрада, но в итоге оказался на похоронах. Он немедленно обручился с недавно овдовевшей и беременной королевой Изабеллой. Свадьба состоялась всего через восемь дней после смерти Конрада.
Некоторые летописцы утверждали, что Изабелла сама попросила Генриха жениться на ней. Поскольку уже было известно о беременности королевы от Конрада, брак оказался скандальным, однако свадьба была политически важным событием: королеве был срочно нужен новый муж, чтобы защитить королевство. Генрих попросил разрешения на брак у своего дяди Ричарда, который дал согласие незамедлительно. Однако эта поспешность только подогрела подозрения в причастности Ричарда к убийству Конрада.
Генрих умер в 1197 году в результате несчастного случая, выпав из окна своего дворца в Акре. Существуют различные данные об обстоятельствах этого происшествия. Большинство летописцев предполагают, что окно-решетка провалилась, когда Генрих прислонился к ней. Слуга, возможно, карлик по имени Скарлет, выпал вместе с господином, пытаясь его спасти: он схватил Генриха за рукав, однако слуга весил слишком мало, чтобы удержать крепкого и физически развитого Генриха от падения. По другой версии Генрих наблюдал парад из окна, когда в зал вошли посланники из Пизы. Обернувшись, чтобы поприветствовать их, он оступился, потерял равновесие и выпал из окна, не выдержавшего его веса. Какими бы ни были точные обстоятельства, Генрих погиб мгновенно. Слуга, упавший на Генриха, сломал бедро, но поднял тревогу (позже он умер от ран). Некоторые полагают, что Генрих мог бы выжить, если бы его слуга не приземлился на него сверху.

## Наследство

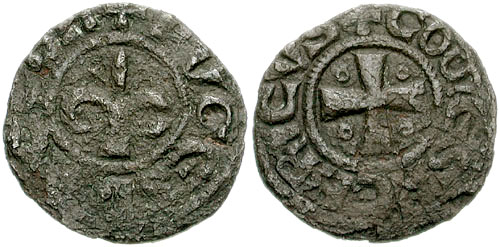
Монета Генриха Шампанского

Вдова Генриха королева Изабелла снова вышла замуж вскоре после его смерти. Её четвёртым (и последним) мужем был Амори II, король Кипра. Основной наследницей Генриха была его старшая дочь Алиса, которая вскоре была выдана за её сводного брата короля Гуго I Кипрского и чьи наследники представляют собой старший линию графов Шампани.
Генрих оставил после себя немало проблем. Он активно заимствовал деньги для финансирования своей экспедиции в Иерусалим и для женитьбы. К тому же, отсутствие наследников мужского рода привело к спорам за титул в Шампани. В 1213 году сторонники племянника Генриха Теобальда IV, ссылаясь якобы на папского легата, заявили, что аннулирование брака Изабеллы и Онфруа IV де Торона было недействительным, а значит, дочери Генриха должны считаться бастардами. Теобальд в конечном итоге был вынужден признать свою неправоту, и спор был разрешен.

## Дети
- Мария
- Алиса
- Филиппа

## В литературе
Неоднократно упоминается в Новеллино как Генрих Шампанский.